# Кауфман-Стедіум
“Кауфман-Стедіум” (англ. Kauffman Stadium) — бейсбольний стадіон в місті Канзас-Сіті,Міссурі. Домашня арена команди Американської ліги MLB Канзас-Сіті Роялс. Наразі вміщує 37,903 глядачів.

## Історія
У 1967 році  округ Джексон проголосував за будівництво спортивного комплексу Truman, який включав в себе Ерроухед Стедіум для команди НФЛ Канзас-Сіті Чіфс, та бейсбольний стадіон для команди МЛБ Канзас-Сіті Атлетікс. Коли Атлетікс в 1968 переїхали до Окленду, місцевий бізнесмен Юінг Кауфман придбав права на нову франшизу в місті Канзас-Сіті. В першому матчі 10 квітня 1973 року вже на новому стадіоні Роялс здолали Техас Рейнджерс. 
4 квітня 2006 жителі округу Джексону схвалили підняття податку з продажів на 0.375% задля реконструкції спортивного комплексу. Реконструкція Кауфман Стедіум розпочалась 3 жовтня 2007 і включала в себе цілий ряд змін серед яких:
- Зниження місткості стадіону до 37,903 місць
- Нове електронне табло "Crown Vision"
- Фонтан розташований на терасі
- Ресторан, дитяча зона та ін.

## Події
24 липня 1973 року був зіграний Матч всіх зірок МЛБ, на який прийшло 40,849 глядачів. Тоді Національна Ліга обіграла Американську Лігу з рахунком 7:1. Майже через сорок років 10 липня 2012 року Кауфман Стедіум знову приймав Матч всіх зірок. На цей раз 40 933 відвідувача побачили перемогу Національної Ліги з рахунком 8:0.
Чотири рази Роялс діставались до Світової Серії МЛБ. У 1980 вони виграли два з трьох домашніх поєдинків, але програли 2-4 в серії проти Філадельфії Філліз. П'ять років потому у фіналі вони зустріли Сент-Луїс Кардиналс. Перші дві домашні гри вони програли, але зуміли повернути серію матчів до Канзасу, програючи в серії 1-3 вони змогли виграти домашні шосту та сьому гри серії і виграти свою першу Світову Серію перед рідними вболівальниками. Роялс знову вийшли до фіналу в 2014 році де зіграли проти Сан-Франциско Джаєнтс. З чотирьох домашніх ігор, Роялс зуміли виграти дві. А у вирішальній сьомій грі на своєму стадіоні поступились з рахунком 2:3. Наступний шанс виграти Світову Серію їм випав вже через рік. У фіналі вони зустрічались з Нью-Йорк Метс. Роялс виграли обидві домашні гри і серію загалом з рахунком 4:1.

## Пам'ятне місце Бака О’ніла
Починаючи з 2007 року Роялс почали ставити серед звичайних синіх крісел на стадіоні одне червоне, на честь Бака О’Ніла - місцевого колишнього гравця Бейсбольної Ліги Негрів. Кожну гру серед місцевої громади обирається людина яка втілює дух Бака О’Ніла, для того щоб зайняти особливе місце на стадіоні

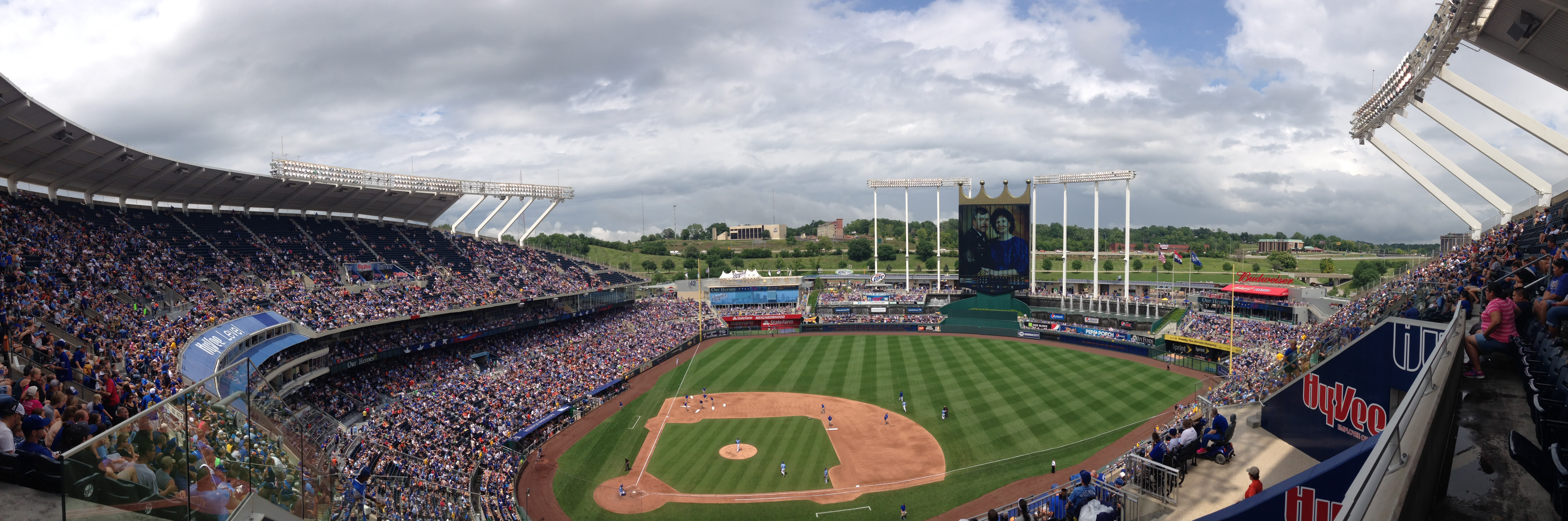
Вид на стадіон з верхніх ярусів

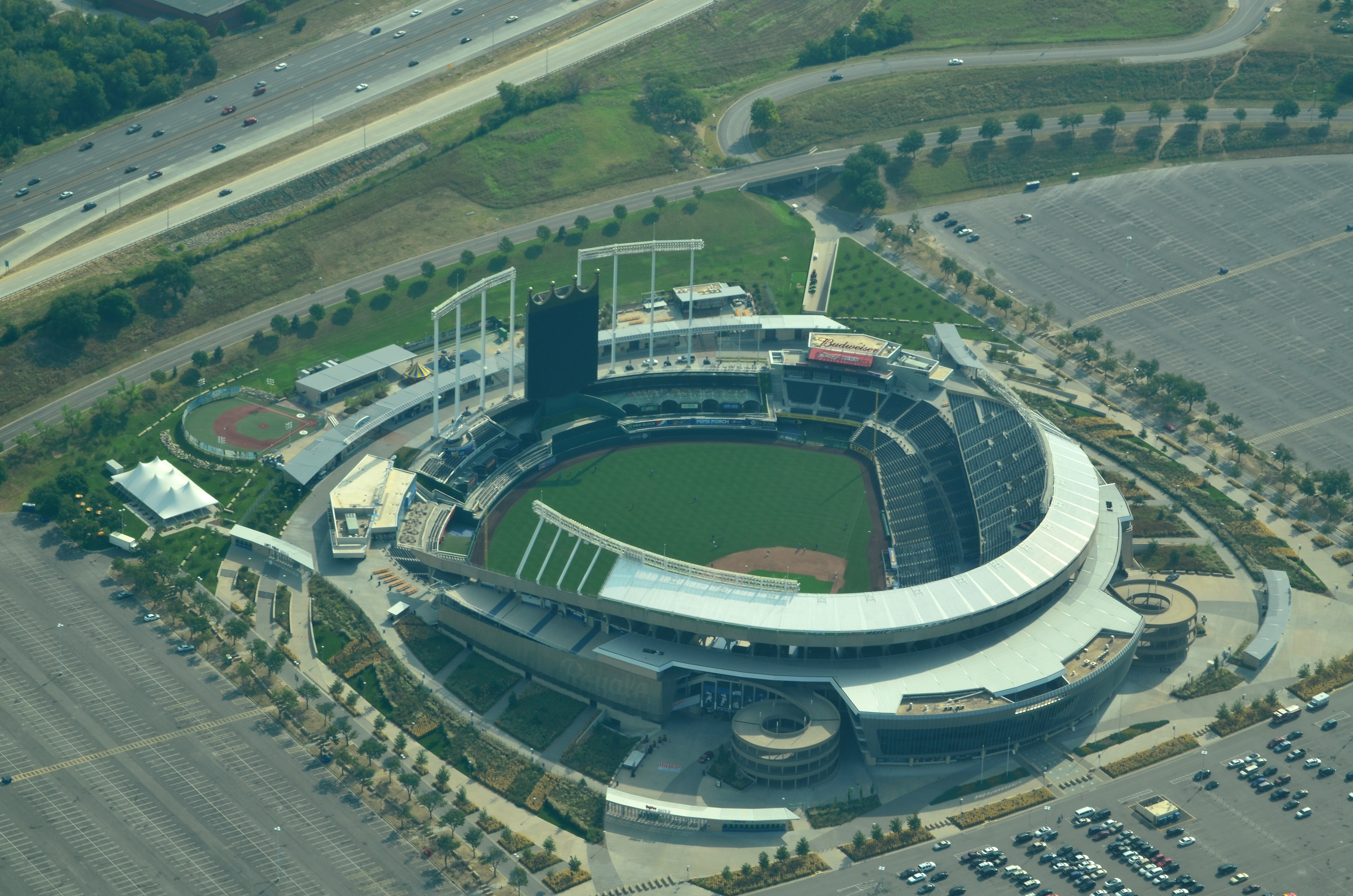
Вигляд стадіону з повітря
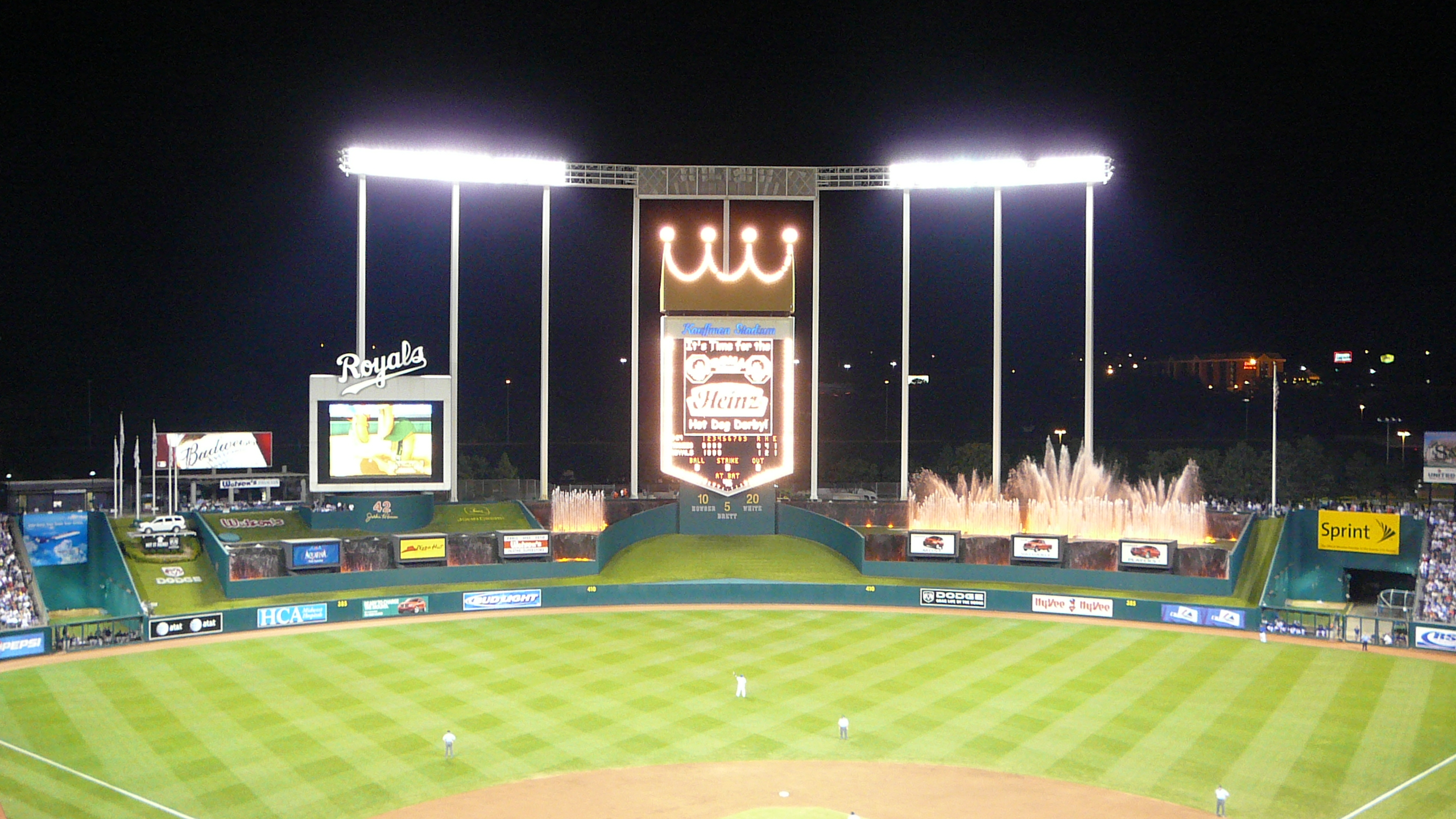
Світлове шоу
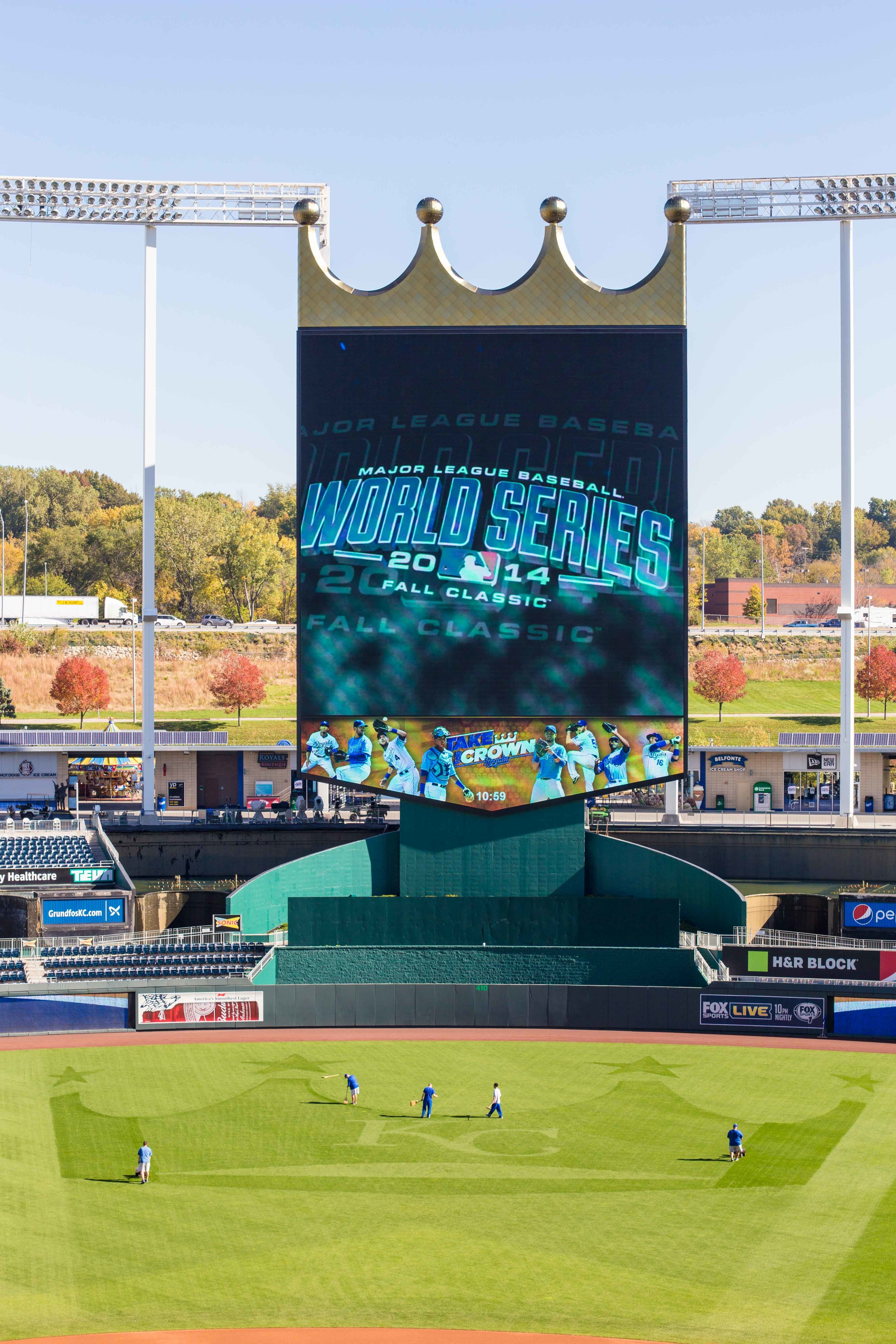
Одне з найбільших в світі електронних табло
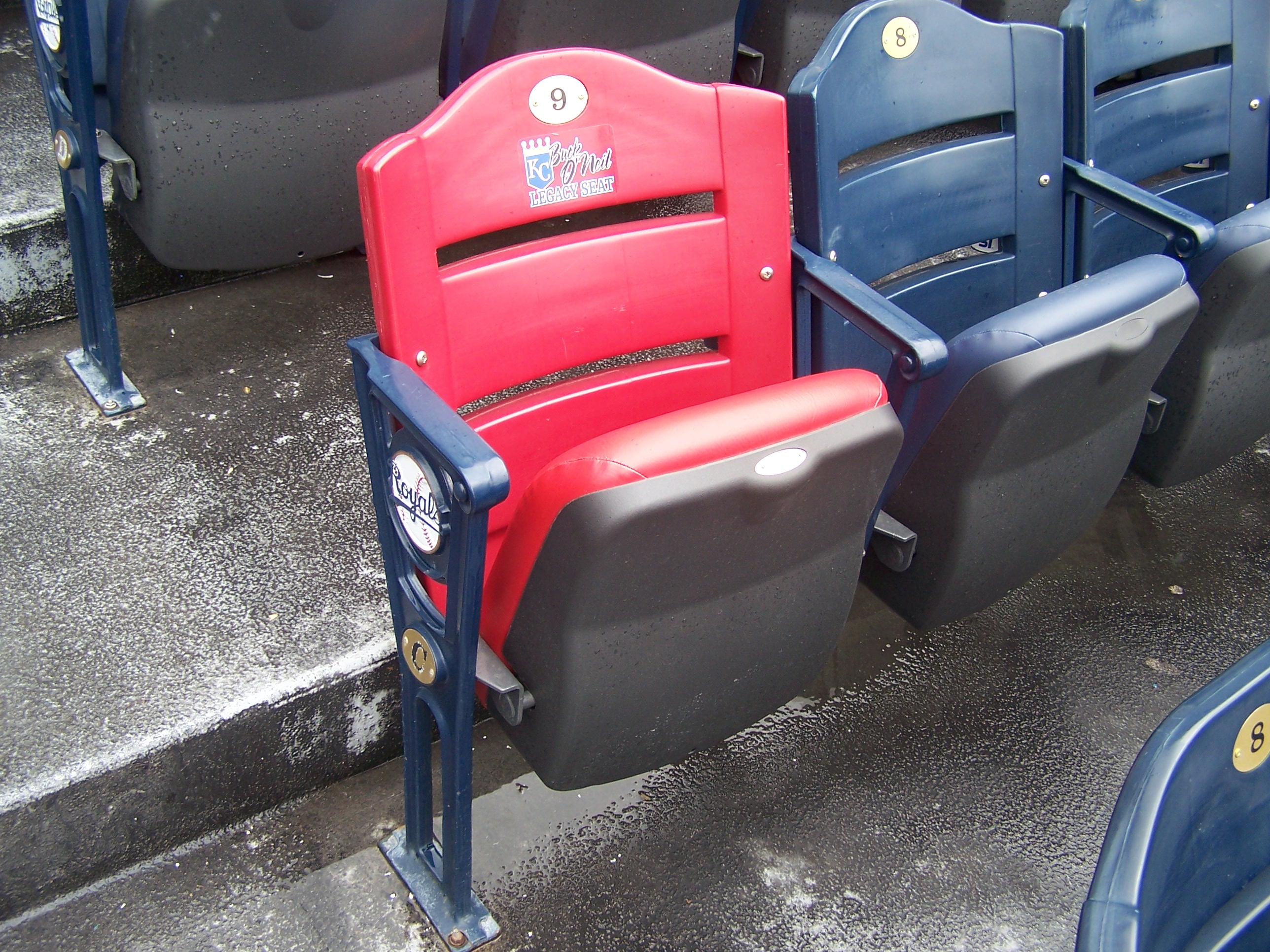
Пам'ятне місце Бака О'Ніла